# Lawrence Trevor Picachy
Lawrence Trevor Picachy S.J. (1916 - 1992) là một Hồng y người Ấn Độ của Giáo hội Công giáo Rôma. Ông từng đảm nhận vị trí Tổng giám mục Tổng giáo phận Calcutta và Chủ tịch Hội đồng Các giám mục Công giáo của Ấn Độ [C.B.C.I]. Ngoài ra, trong thời gian là giám mục, ông cũng tham dự bốn phiên họp khoáng đại đầu tiên của Công đồng Vaticanô II. Trong khoảng thời gian với tước vị hồng y, ông cũng đã tham gia hai mật nghị giáo hoàng năm 1978, chọn lần lượt Giáo hoàng Gioan Phaolô I và Giáo hoàng Gioan Phaolô II.

## Tiểu sử
Hồng y Picachy sinh ngày 7 tháng 8 năm 1916 tại Lebong, Ấn Độc. Sau quá trình tu học khá dài theo Giáo luật Công giáo, ngày 21 tháng 11 năm 1947, khi được 32 tuổi, Phó tế Picachy được truyền chức linh mục cho Dòng Tên.
Ngày 2 tháng 7 năm 1962, Tòa Thánh ra thông cáo về việc tuyển chọn linh mục Picachy làm Giám mục chính tòa Giáo phận Jamshedpur. Lễ tấn phong cho tân giám mục được cử hành sau đó vào ngày 9 tháng 9 sau đó. Ba giáo sĩ tham dự chính vào nghi thức truyền chức gồm có chủ phong James Robert Knox, Tổng giám mục Sứ thần Tòa Thánh tại Ấn Độ; hai vị phụ phong gồm có Pius Kerketta, S.J., Tổng giám mục Tổng giáo phận Ranchi và Giám mục Augustine Francis Wildermuth, S.J., chính tòa Giáo phận Patna. Tân giám mục đã chọn châm ngôn giám mục cho mình: Adveniat regnum tuum. Trong vai trò giám mục, ông đã tham gia các phiên họp khoáng đại Công đồng Vaticanô II từ phiên thứ nhất đến phiên thứ tư với vai trò nghị phụ.
Ngày 29 tháng 5 năm 1969, Tòa Thánh loan báo tin thăng Giám mục Picachy làm Tổng giám mục chính tòa Tổng giáo phận Calcutta. Sau đó, trong Công nghị Hồng y tổ chức ngày 24 tháng 5 năm 1976, Giáo hoàng Phaolô VI chọn vinh tăng Tổng giám mục Picachy tước danh hồng y Nhà thờ Sacro Cuore di Maria. Từ năm 1976 đến năm 1982, ông còn kiêm thêm chức vị Chủ tịch Hội đồng Các giám mục Công giáo của Ấn Độ [C.B.C.I]. Ngoài ra, hồng y Picachy còn tham gia hai mật nghị Hồng y liên tiếp năm 1978 là Mật nghị Hồng y tháng 8 năm 1978, chọn Giáo hoàng Gioan Phaolô I và Mật nghị Hồng y tháng 10 năm 1978, chọn Giáo hoàng Gioan Phaolô II.
Mười năm sau nhận tước vị hồng y, ngày 5 tháng 4 năm 1986, hồng y Picahy từ nhiệm khởi vụ trí Tổng giám mục Calcutta vì lý do sức khỏe, khi ông chưa đầy 70 tuổi. Sáu năm sau khi từ nhiệm, ngày 29 tháng 11 năm 1992, hồng y Picachy qua đời, thọ 76 tuổi.